# Distrito electoral federal 15 de la Ciudad de México
El XV Distrito Electoral Federal de Ciudad de México es uno de los 300 Distritos Electorales en los que se encuentra dividido el territorio de México y uno de los 24 en los que se divide Ciudad de México. Su cabecera es la alcaldía Benito Juárez.
Desde la distritación de 2005 está formado por el territorio de la  íntegramente.

## Distritaciones anteriores
El XV Distrito de Ciudad de México (entonces Distrito Federal) apareció en 1922 para la conformación de la XXX Legislatura del Congreso de la Unión, con Froylán C. Manjarrez como primer diputado federal por este distrito. Fue suprimido en 1930, y restituido en 1952. Desde la XLII Legislatura, el XV Distrito ha electo diputados de forma continua.

### Distritación 1978 - 1996
En la distritación de 1978, ocupó parte del territorio de la delegación Iztacalco. Este distrito empezaba en la colonia Militar Marte desde el Eje 3 hasta los linderos de las colonias Zapata Vela, Ampliación y Cuchilla Ramos Millán, al norte con la Avenida Plutarco Elías Calles y al sur con Apatlaco.

### Distritación 1996 - 2005
Estaba formado casi la totalidad de la Delegación Benito Juárez, a excepción de su extremo más oriental. Estaba formado por 190 secciones electorales.

## Diputados por el distrito
| Diputado                                                      | Grupo parlamentario | Legislatura | Periodo     |
| ------------------------------------------------------------- | ------------------- | ----------- | ----------- |
| Froylán C. Manjarrez                                          |                     | XXX         | 1922 - 1924 |
| Amílcar Zentella                                              |                     | XXXI        | 1924 - 1926 |
| José Moreno Salido                                            |                     | XXXII       | 1926 - 1928 |
| Gustavo A. Uruchurtu Peralta                                  |                     | XXXIII      | 1928 - 1930 |
| El XV distrito es suprimido en 1930. Es restablecido en 1952. |                     |             |             |
| Luis Quintero Gutiérrez                                       |                     | XLII        | 1952 - 1955 |
| Jorge Ayala Ramírez                                           |                     | XLIII       | 1955 - 1958 |
| Juan José Osorio Palacios                                     |                     | XLIV        | 1958 - 1961 |
| Francisco Aguirre Alegría                                     |                     | XLV         | 1961 - 1964 |
| Rodolfo Rivera Rueda                                          |                     | XLVI        | 1964 - 1967 |
| Enrique Bermúdez Olvera                                       |                     | XLVII       | 1967 - 1970 |
| Roberto Dueñas Ramos                                          |                     | XLVIII      | 1970 - 1973 |
| Luis González Escobar                                         |                     | XLIX        | 1973 - 1976 |
| Juan José Osorio Palacios                                     |                     | L           | 1976 - 1979 |
| José Herrera Arango                                           |                     | LI          | 1979 - 1982 |
| Juan José Osorio Palacios                                     |                     | LII         | 1982 - 1985 |
| Javier Pineda Serino                                          |                     | LIII        | 1985 - 1988 |
| Pedro A. Salazar Muciño                                       |                     | LIV         | 1988 - 1991 |
| Armando Lazcano Montoya                                       |                     | LV          | 1991 - 1994 |
| Javier Pineda Serino                                          |                     | LVI         | 1994 - 1997 |
| José Espina Von Roehrich                                      |                     | LVII        | 1997 - 2000 |
| Manuel Minjares Jiménez                                       |                     | LVIII       | 2000 - 2003 |
| Federico Döring                                               |                     | LIX         | 2003 - 2006 |
| Manuel Minjares Jiménez                                       |                     | LX          | 2006 - 2007 |
| Rosaura Virginia Denegre Vaught                               | 2007 - 2009         | LX          |             |
| César Nava Vázquez                                            |                     | LXI         | 2009 - 2012 |
| Jorge Francisco Sotomayor Chávez                              |                     | LXII        | 2012 - 2015 |
| Federico Döring Casar                                         |                     | LXIII       | 2015 - 2018 |
| Óscar David Hernández Morales                                 | 2018                | LXIII       |             |
| Luis Mendoza Acevedo                                          |                     | LXIV LXV    | 2018 - 2024 |
| Federico Döring Casar                                         |                     | LXVI        | 2024 -      |

## Resultados electorales

### 2024
|  | 65.72 % |

|  | 25.75 % |

|  | 6.78 % |

|  | 0.14 % |

|  | 1.61 % |

|  | 100.00 % |

### 2021
|  | 72.23 % |

|  | 21.53 % |

|  | 2.74 % |

|  | 0.62 % |

|  | 0.81 % |

|  | 0.35 % |

|  | 0.11 % |

|  | 1.57 % |

|  | 100.00 % |

### 2018
|  | 41.80 % |

|  | 12.30 % |

|  | 4.29 % |

|  | 1.93 % |

|  | 36.60 % |

|  | 0.12 % |

|  | 2.96 % |

|  | 100.00 % |

### 2015
|  | 34.19 % |

|  | 10.86 % |

|  | 6.67 % |

|  | 3.76 % |

|  | 4.54 % |

|  | 2.04 % |

|  | 19.20 % |

|  | 3.14 % |

|  | 5.60 % |

|  | 0.46 % |

|  | 9.54 % |

|  | 100.00 % |

### 2012
|  | 35,72 % |

|  | 22,48 % |

|  | 35,54 % |

|  | 2,21 % |

|  | 0,14 % |

|  | 3,91 % |

|  | 100.00 % |

### 2009
|  | 38.34 % |

|  | 16.50 % |

|  | 11.86 % |

|  | 5.94 % |

|  | 7.47 % |

|  | 2.90 % |

|  | 2.95 % |

|  | 0.80 % |

|  | 13.25 % |

|  | 100.00 % |

### 2006
|  | 45.35 % |

|  | 12.31 % |

|  | 32.09 % |

|  | 3.98 % |

|  | 4.93 % |

|  | 1.31 % |

|  | 100.00 % |

### 2003
|  | 46.10 % |

|  | 11.63 % |

|  | 25.39 % |

|  | 0.55 % |

|  | 5.98 % |

|  | 1.14 % |

|  | 0.26 % |

|  | 0.19 % |

|  | 4.99 % |

|  | 0.33 % |

|  | 0.69 % |

|  | 0.14 % |

|  | 2.61 % |

|  | 100,00 % |

### 2000
|  | 50.31 % |

|  | 18.78 % |

|  | 20.97 % |

|  | 1.63 % |

|  | 0.76 % |

|  | 6.41 % |

|  | 0.02 % |

|  | 1.12 % |

|  | 100,00 % |

### 1997
|  | 33.40 % |

|  | 20.87 % |

|  | 33.07 % |

|  | 1.30 % |

|  | 1.04 % |

|  | 8.29 % |

|  | 0.24 % |

|  | 0.33 % |

|  | 0.01 % |

|  | 1.45 % |

|  | 100.00 % |

### 1994
|  | 25.63 % |

|  | 40.16 % |

|  | 0.67 % |

|  | 19.58 % |

|  | 2.41 % |

|  | 0.63 % |

|  | 0.50 % |

|  | 4.07 % |

|  | 3.62 % |

|  | 0.03 % |

|  | 2.70 % |

|  | 100.00 % |

### 1991
|  | 18.64 % |

|  | 43.83 % |

|  | 10.05 % |

|  | 13.60 % |

|  | 4.41 % |

|  | 2.93 % |

|  | 2.65 % |

|  | 1.38 % |

|  | 1.23 % |

|  | 1.23 % |

|  | 0.05 % |

|  | 1.31 % |

|  | 100.00 % |